# Matlul Curim
Matlul Curim (hebrejsky: מתלול צורים) je horský pás o nadmořské výšce 769 metrů v severním Izraeli, v Horní Galileji.
Nachází se cca 3 kilometry severně od města Karmi'el. Má podobu mohutného východozápadně orientovaného terénního zlomu, který vystupuje nad severní stranu údolí Bejt ha-Kerem. Výškový rozdíl mezi dnem údolí a hranou této horské bariéry je přes 400 metrů. Nejvyšším bodem je nevýrazná kóta 769 poblíž jihovýchodního okraje vesnice Chaluc. Dalším dílčím vrcholem je Har Chaluc (729 m n. m.). Z jihu do úpatí této stěny stoupá zastavěné území měst Dejr al-Asad nebo Nachf. Vrcholové partie mají řídké vesnické osídlení (obce Chaluc nebo Lavon). Skrz svah prochází na jeho východním okraji vádí Nachal Talil, dál k východu ovšem pokračuje tento terénní zlom dalšími vrcholky jako Har Šezor nebo Har Hod a pak plynule přechází do předpolí masivu Har Meron. Celá severní strana údolí Bejt ha-Kerem je tak ohraničena prudkými svahy. V západní části, poblíž Dejr al-Asad je Matlul Curim začleněn do turisticky využívané přírodní rezervace Matlul Curim.